# Нижняя Запорная
Нижняя Запорная — река в России, протекает по Архангельской области. Устье реки находится в 38 км по правому берегу реки Мотьма. Длина реки составляет 30 км.
Берёт начало из болота Озерного с озером Большое Озерное (158,4 м).

## Данные водного реестра
По данным государственного водного реестра России относится к Двинско-Печорскому бассейновому округу, водохозяйственный участок реки — Северная Двина от впадения реки Вычегда до впадения реки Вага, речной подбассейн реки — Северная Двина ниже места слияния Вычегды и Малой Северной Двины. Речной бассейн реки — Северная Двина.
Код объекта в государственном водном реестре — 03020300112103000025858.